# ناصر أباد (دابوي الجنوبي)
ناصر أباد (بالفارسية: ناصرآباد) هي قرية تقع في إيران في قسم دابوي الجنوبی الريفي. يقدر عدد سكانها بـ 114 نسمة بحسب إحصاء 2016.